# Stictoptera columba
Stictoptera columba là một loài bướm đêm trong họ Noctuidae.